# カルラ (飲食店)
株式会社カルラは、宮城県富谷市の新富谷ガーデンシティに本社を置く企業。和風ファミリーレストランのまるまつを主力とし、宮城県を中心に東北地方や北関東地方に100店舗以上を展開する。

## 沿革
- 1910年（明治43年）4月 - 井上政人（現会長の祖父）が「丸松そば店」として創業。
- 1972年（昭和47年）6月 - 「有限会社丸松」に改組。
- 1979年（昭和54年）10月 - 「株式会社丸松」に改組。
- 1982年（昭和57年）3月 - 「和風ファミリーレストランまるまつ」西多賀店開店(まるまつ１号店)
- 1991年（平成3年）3月 - 「株式会社丸松」から「株式会社カルラ」に社名変更。
- 2004年（平成16年）12月 - ジャスダック証券取引所に株式を上場。
- 2006年（平成18年）1月 - 富谷町に研修センターおよび物流センター完成。
- 2006年（平成18年）12月 - 仙台89ERSとプラクティスサポートスポンサー契約し、研修センター体育館「まるまつアリーナ」を無料貸与。
- 2007年（平成19年） - カルラカード（ポイントカード）を発行。
- 2008年（平成20年） - 子会社「ネットワークサービス」設立。
- 2013年（平成25年） - 大阪証券取引所と東京証券取引所の市場の統合に伴い、東京証券取引所JASDAQ市場へ株式を上場。
- 2021年（令和3年）12月 - 東北自動車道福島松川パーキングエリア にまるまつハイウェイをオープン。

## 展開店舗
- 和風レストランまるまつ　91店舗
- かに政宗　3店舗
- 寿松庵　2店舗
- そば処丸松　4店舗
- 十割そば丸まつ　2店舗
- かつグルメ　3店舗
- かつ丸松　1店舗

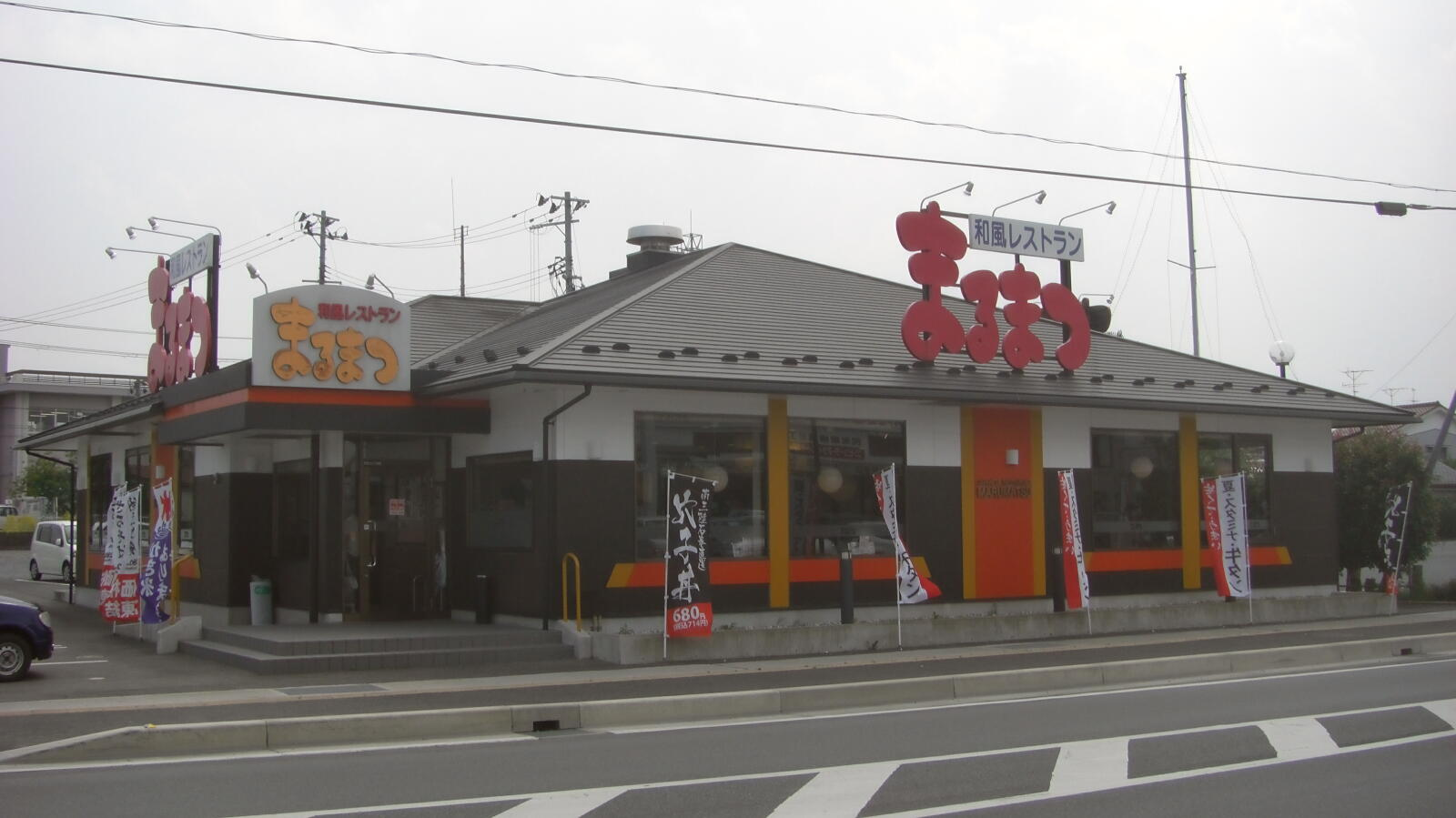
まるまつ原町店

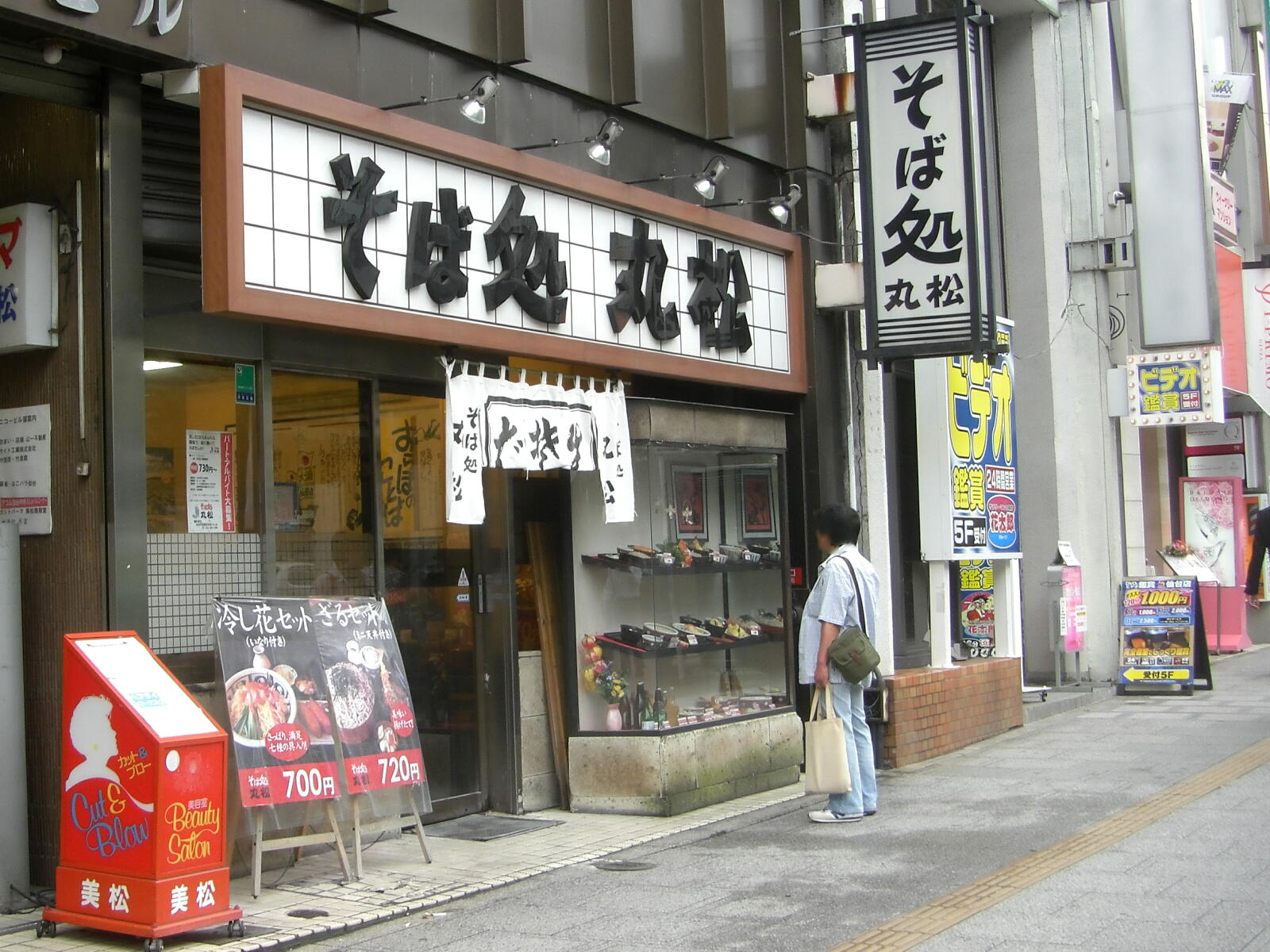
そば処丸松中央店

- その他（スターダスト、あじまし亭、らら亭）　3店舗

（2025年5月現在）

## かつて展開していた業態
- しゃぶ政宗
- 回転寿し　すし兵衛